# Absint

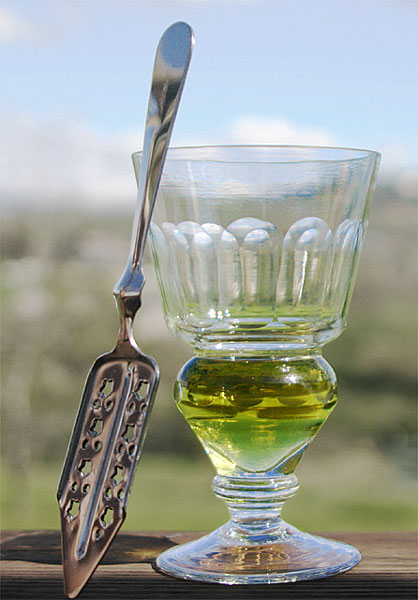
Sklenička absintu se speciální lžičkou

Absint (též absinth; francouzsky absinthe; z latinského absinthium a řeckého ἀψίνθιον apsinthion, pelyněk) je tvrdý alkoholický nápoj, který se vyrábí z pelyňku, anýzu a fenyklu (jedná se o tzv. svatou trojici). Pro dochucení se často využívají další bylinky, kupř. yzop lékařský, meduňka lékařská nebo badyán. Absint má přírodní zelenou barvu, ale může být taktéž červený, nebo bezbarvý. Nápoj je nezřídkakdy označován jako „zelená víla“.
Pojmenování absint je kodifikováno v pravidlech českého pravopisu, nicméně kvůli velkému exportu českých absintů jsou výrobky pojmenovány absinth, případně absinthe, což je nyní mezinárodně uznávaný název tohoto nápoje. Absint lze dělit na dva základní druhy. První je francouzský, který se někdy označuje přídomkem pravý. Druhým typem je východoevropský absint, titulovaný přídomkem český nebo bohémský; často je modravé barvy. Jejich rozdíl netkví v místě vzniku, ale ve způsobu výroby. Pravé absinty se vyrábějí máčením výše zmíněných tří a dalších bylin v alkoholu, jeho následné destilaci a barvením, kdežto české absinty zpravidla vynechávají některé bylinné složky, obcházejí následnou destilaci a výsledný produkt se pouze filtruje, tudíž je oproti pravým absintům velmi hořký. Někteří zastánci pravého absintu tyto „bohémské“ absinty za absint nepovažují a toto základní rozdělení popírají.
Roku 1915 byl absint v USA a takřka v celé Evropě (kromě Portugalska, Rakouska-Uherska, Španělska, Švédska a Velké Británie) zakázán (absintová prohibice). Přestože byl na konci své doby označen za zdraví škodlivý, do dnešního dne nebyl doložen důkaz o tom, že by se jednalo o škodlivější produkt, než kterýkoliv jiný vysokoprocentní alkoholický nápoj. Psychotropní účinky absintu jsou i dnes často přeceňovány.
Oživení absintu přišlo v 90. letech 20. století, kdy Evropská unie znovu povolila jeho výrobu a prodej; bylo to však podmíněno regulacemi, týkajícími se obsahu thujonu. Počátkem roku 2008 se na světě vyrábělo kolem dvou set značek absintů; mezi zeměmi původu své zastoupení měly Česko, Francie, Německo, Španělsko a Švýcarsko.

## Výrobní postup
V současnosti většina zemí nemá zákonnou definici absintu (ve smyslu skotské whisky, brandy nebo ginu), tudíž výrobci mohou svůj produkt nazvat absintem, aniž by museli dodržet jakoukoliv normu. Výjimkou je kupř. Švýcarsko – tamější absint musí být po maceraci destilován a nesmí být uměle barven.

### Pravý absint
Bylinné přísady jsou macerovány v alkoholu, načež je výsledný macerát destilován. Destilace je dvou- nebo třífázová, přičemž v určitých fázích se bylinky obměňují a doplňují. Tento finální (průtahový) destilát je naprosto bezbarvý a obsahuje zhruba od 55 % do 80 % alkoholu. Takto upravený destilát může být rovnou stáčen a prodáván jako bílý absint, neboli blanche, resp. la Bleue. Pokud je destilát dále barven, aby získal zelenou barvu, jde o absint verte, neboli zelený. Zelenou barvu dodává absintu chlorofyl z bylinek, jež jsou při barvení použity. Chlorofyl postupem času v lahvi hnědne (raritní pre-ban absinty z počátku 19. století, které byly v různých koutech světa po sto letech nalezeny).

### Český absint
Součástí technologického postupu výroby některých českých firem je loužení pelyňku v horké vodě. To má za následek, že se uvolní aroma, a někdy i pro absint příznačná barva. Některé firmy využívají podobný postup jako u pravých absintů, čili louží, resp. macerují v alkoholu a posléze filtrují, ale neprovádějí finální destilaci. Vyrábí-li se absint macerací v alkoholu, produkt již, jelikož macerace mu pro něj typicky zelenou barvu poskytne, není potřeba dále barvit. Při postupu loužení bylin v horké vodě se naopak zpravidla následně provádí barvení pomocí umělých barviv. Tyto nápoje získávají výrazně zelenou, často až fluorescenční barvu.

## Účinky

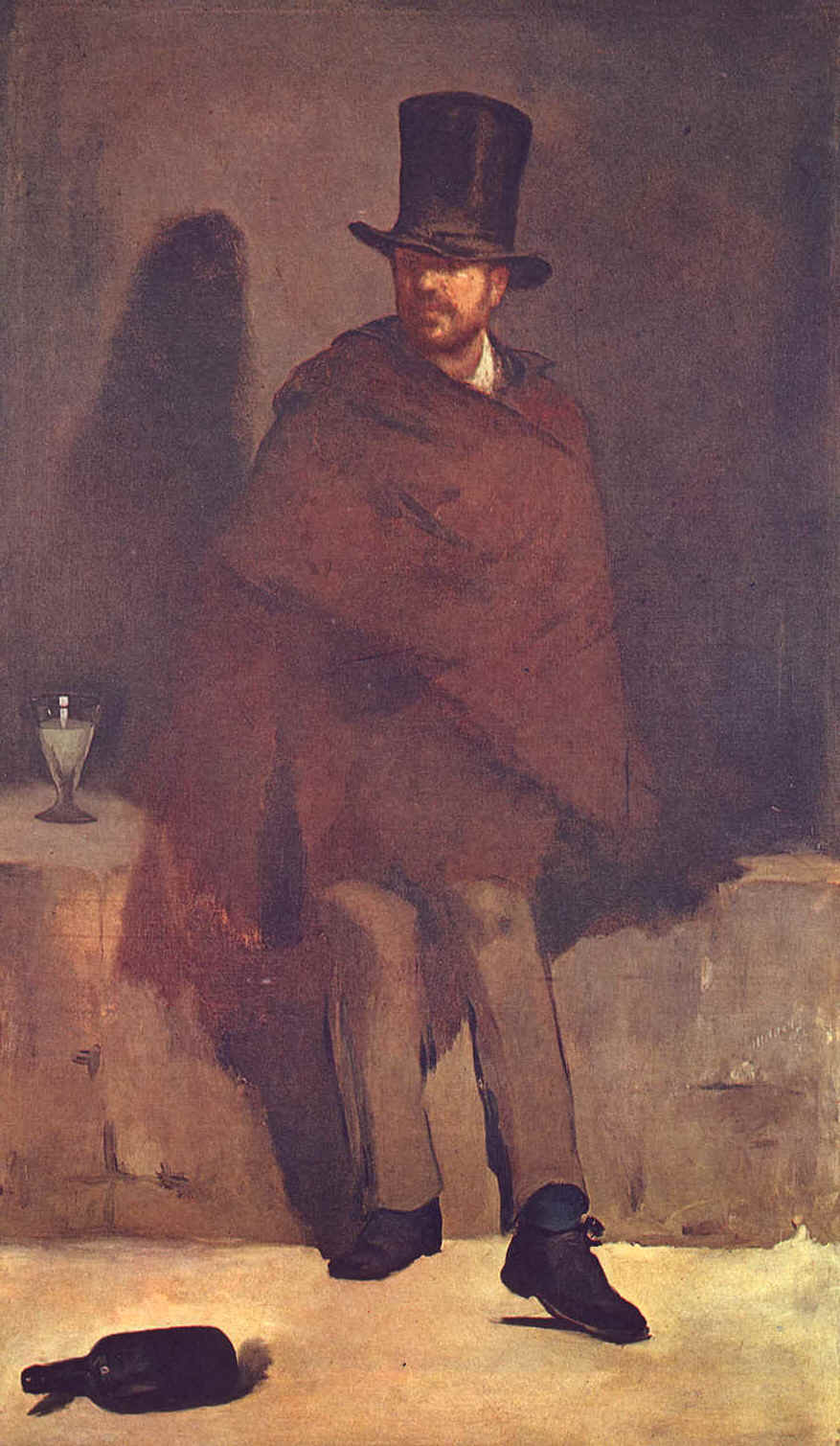
Édouard Manet: Piják absintu

Absint byl dlouho považován za halucinogenní. Tato domněnka byla posílena v 70. letech 20. století zmínkou ve vědeckém časopisu, že thujon se podobá THC – aktivní látce v konopí.
V 19. století francouzský doktor Magnan zkoumal 250 případů alkoholismu a došel k závěru, že absintoví pijáci na tom byli hůře než obyčejní alkoholici a že navíc trpěli vážnými halucinacemi. Tento závěr byl odpůrci absintu přijat velice vlídně, stejně tak absintu v tomto případě paradoxně přitížili bohémští umělci, jako např. Oscar Wilde, Paul Verlaine, Toulouse Lautrec nebo Vincent van Gogh, jenž si údajně pod jeho vlivem uřízl ucho.
Dnes je jisté, že absint halucinace nezpůsobuje. Thujon, domnělá aktivní látka v absintu, sice ve velkých dávkách může způsobit svalové křeče, ale není prokázáno, že by způsoboval halucinace. Je pravděpodobné, že hlášené případy halucinací z 19. století byly způsobeny jedovatými chemikáliemi, kupř. modrou skalicí, které se přidávaly do levných absintů, aby se docílilo zajímavější barvy.
Přes výše uvedené se i dnes vedou diskuse o tom, zda má absint jiné účinky než alkoholové opojení. Umělci popisovali účinky absintu jako „mysl otevírající“, obecně je nejčastější zkušeností jakási „střízlivější opilost“; znalci absintu tento jev vysvětlují tím, že některé z široké škály bylinek působí jako stimulanty a některé naopak jako sedativa.

### Thujon
Domnělé halucinogenní účinky thujonu v dnešní době paradoxně marketingově pomáhají některým výrobcům při propagaci jejich výrobků. V dubnu 2008 byla zveřejněna studie předních znalců absintu zaměřená na analýzu „starých“ absintů a jejich obsahu thujonu. Bylo vědecky dokázáno, že absinty z 19. a počátku 20. století obsahovaly nanejvýš 48,3 mg·l−1 thujonu, čímž bylo popřeno tvrzení, že původní absinty obsahovaly několikanásobně větší množství thujonu než absinty dnešní. Podle českých norem nemůže být v nápoji o obsahu alkoholu nejméně 25 % obsaženo více než 35 mg·l−1 alfa a beta thujonu.

## Historie
Přesný původ absintu není jasný. Lékařské využití pelyňku je zmíněno na starém egyptském papyru z období roku 1550 př. n. l. Výtažky z pelyňku byly používány jako lék i ve starém Řecku, ze kterého je doložena zmínka o pelyňkovém víně, absinthites oinos.
První ověřená zmínka o absintu jakožto destilátu se datuje až od 18. století. Podle legendy historie absintu započala kolem roku 1792 ve formě všeléku od lékaře ze švýcarského Couvetu v kantonu Neuchâtel, Pierra Ordinaira. Jeho recept byl poté předán sestrám Henriodovým, které absint prodávaly jako léčivý elixír. Jiná verze tvrdí, že sestry absint prodávaly už před příchodem doktora Ordinaira do Couvetu. Každopádně je potvrzeno, že jistý major Dubied získal od sester recept a roku 1797 se svým synem Marcellinem a zetěm Henry-Louisem Pernodem založil v Couvetu první absintový lihovar – Dubied Père et Fils. V roce 1805 byl ve francouzském městě Pontarlier uveden do provozu druhý lihovar – nesl název Maison Pernod Fils a absintovému trhu dominoval až do zákazu absintu v roce 1915.

### Rostoucí popularita
Kořeny oblíbenosti absintu sahají do 40. let 19. století, kdy byl absint podáván na příděl francouzským legionářům jako lék proti malárii. Když se vojáci vrátili do Francie, přivezli s sebou i chuť na absint. V 60. letech 19. století se absint stal již natolik populárním, že páté hodině odpolední se začalo říkat l’heure verte – „zelená hodinka“. Absint se začal těšit oblibě všech společenských vrstev. Mimo Francii a Švýcarsko se absint konzumoval kupř. ve Španělsku, v USA (existují zmínky o jeho konzumaci v New Orleans) a na půdě dnešní České republiky, která tehdy byla součástí Rakouska-Uherska.

### Absint na českém území

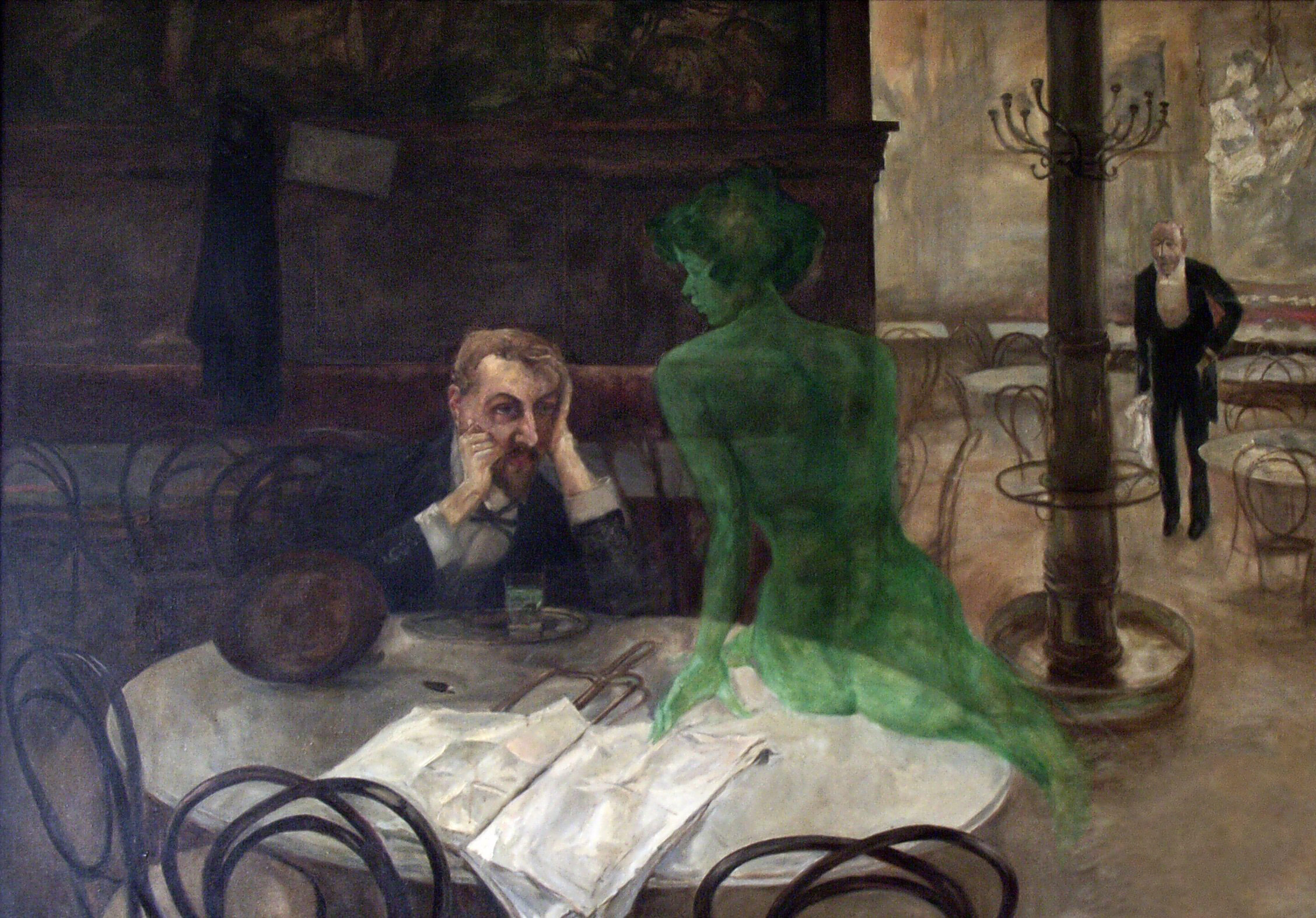
Obraz Piják absintu v kavárně Slavia od Viktora Olivy

Absint se v Čechách rozšířil v 80. letech 19. století; to zvláště díky českým umělcům, např. Viktoru Olivovi. Jednou z mála zemí světa, jež produkci absintu po roce 1915 nezakázaly, byly právě Čechy, kde se absint popíjel hlavně v uměleckých kavárnách a vinárnách (kupř. v kavárně Slavii). Roku 1920 byla Albínem Hillem založena likérka Hills, jejíž pokračovatelé v 90. letech 20. století tvrdili, že Hill absint vyráběl již za První republiky. Hillův absint byl prý velmi populární zvláště během druhé světové války, kdy se rozléval na příděl. Přestože je na tomto tvrzení postavena česká absintová tradice, nebyl dosud veřejnosti předložen jediný důkaz dokládající skutečnost, že likérka Hills předválečný absint skutečně vyráběla. Tento argument patří spolu se zákazem absintu v protektorátním Československu, který vstoupil v platnost v roce 1941, mezi přední zbraně jeho odpůrců, jež tvrdí, že absint (ať už pravý, nebo bohémský) se v předválečném Československu nikdy nevyráběl. Každopádně je ale pravda, že potomek zakladatele Albína Hilla, Radomil, začal na počátku 90. let 20. století na popud zákazníka Ing. Boháče ze Slavonic vyrábět bohémský Hills absinth, jehož první lahve se začaly dodávat do restaurace Besídka ve Slavonicích, odkud se postupně rozšířil do všech koutů republiky a nakonec do celého světa. Starorežná Prostějov (Pálírna u Zeleného Stromu) je jeden z největších producentů a vývozců absintu v České republice; tuto lihovinu vyrábí již od počátku 20. století; doložit to lze starými etiketami, datujícími se právě do počátků minulého století.

### Zákaz absintu
Kvůli usilování vinařských spolků i různých jiných organizací o absintovou prohibici bylo v obecném povědomí vytvářeno přesvědčení, že absint je spojen s násilnými zločiny a společenským nepokojem. Ve Švýcarsku roku 1905 Jean Lanfray zabil svou rodinu, a poté se pokusil zabít sebe. Domněnka, že Lanfray zabíjel, poněvadž vypil dvě sklenice absintu, se rychle šířila. Skutečnost, že Lanfray měl absint pouze ráno a během dne vypil sedm sklenic vína, šest sklenic koňaku a kávu s brandy, přitom byly bagatelizovány. Na základě této události vznikla petice na absintovou prohibici, načež po nasbírání 82 tis. podpisů byl v roce 1907 zákaz absintu zanesen do švýcarské ústavy.
Zajímavostí je, že vůbec první zemí, kde byl absint zakázán, byl Svobodný konžský stát. Tamější zákaz začal platit v roce 1898.
V roce 1906 byl absint zakázán v Belgii a Brazílii. Nizozemí se přidalo v roce 1909, USA roku 1912 a Francie se zákazu dočkala v roce 1915. Německo pokusům o společenské vytěsnění absintu odolávalo až do roku 1923, kdy jeho radikální odpůrci svého dosáhli i tam.
V Československu byly po vyhlášení protektorátu vládním nařízením č. 458/1941 Sb., o obchodu s absinthem, absinth a „veškeré kořalky“ obsahující byť malé množství vermutového koření a základních látek sloužících k výrobě absintu zakázány.
Po zákazu absintu se pozvolna rozvinula výroba podobného anýzového nápoje se jménem pastis, pro jehož výrobu se nevyužívalo pelyňku, a tudíž se ho zákaz netýkal. Společnost Pernod se po zákazu přesunula do katalánského Španělska, kde absint zakázán nebyl, ale kvůli upadajícímu zájmu zde byla poslední lahev pravého absintu Pernod naplněna v roce 1960.
Ve Švýcarsku se absint po zákazu přesunul do tajných, ilegálních, převážně domácích destilérek. Tyto absinty se nazývaly Clandestine a šlo většinou jen o blanche absinty, neboť barvení patřilo mezi náročnější části technologického postupu a absence charakteristické zelené barvy nahrávala snahám o utajení před úřady.

### Renesance absintu
K prvnímu uvolnění zákazu došlo už v roce 1988, a to v některých zemích Evropské unie. Podmínkou bylo omezení thujonu na 10 mg·l−1.
Na počátku 90. let 20. století britský dovozce BBH Spirits objevil český absint Hills, a protože Spojené království absint nikdy nezakázalo, začal tento nápoj importovat do Anglie; obliba absintu od toho okamžiku rychle stoupala, a renesance absintu byla na světě.
Do Francie se výroba pravého absintu vrátila v roce 1999, nicméně Francie je zemí, na kterou se absintový zákaz podepsal regulací, že absint se ve Francii může vyrábět, může se z ní vyvážet, ale na jejím území smí být prodáván jen pod názvem spiritueux à base de plantes d’absinthe, neboli alkohol na bázi pelyňku. Z uvedeného vyplývá, že absint se ve Francii pod svým vlastním jménem (absinthe) prodávat nesmí.
Na přelomu milénia se zákaz absintu postupně zrušil ve všech státech, kde byl na počátku 20. století zaveden. Až na regionální výjimky, jako je např. Mataura na Novém Zélandu, lze absint legálně konzumovat v kterékoli části světa. V současnosti celosvětově existují více než dvě stovky značek.

## Konzumace absintu

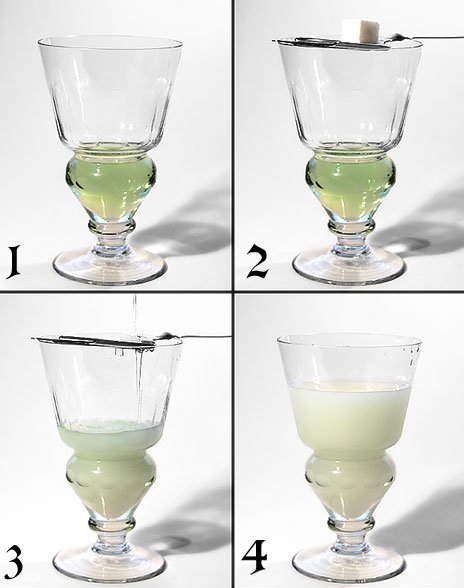
Příprava absintu tradičním způsobem.

Ve světě je rozšířeno několik způsobů, jak se absint pije. Těmi částmi jednotlivých postupů, které vzbuzují největší pozornost, jsou metody míchání absintu s vodou, což má za následek změnu jeho barvy. Nejen Francouzi tento proces označují slovem loucher nebo louche, což doslova znamená kalit se, kalný. Pokud se smíchá pravý absint s vodou, mělo by dojít k jeho pozvolnému zakalení a změně barvy – ze smaragdově zelené na mléčnou. Změna barvy má svou podstatu v silicových složkách, jež se ve vodě začnou srážet a odlučovat se od alkoholové složky – dochází ke srážení v koloidní suspenzi. Součástí některých metod ředění absintu vodou je nalití vody do skleničky s absintem přes kostku cukru na lžičce, což má za následek rozpuštění cukru a zjemnění chuti nápoje; tento způsob konzumace je velmi rozšířen po celém světě.
Absint se původně naléval do speciálních sklenic, naprostá většina z nichž měla rozšiřující se kulatou nožku tvaru skleněné kuličky; objem sklenice se pohyboval okolo 75 ml. Přes sklenici byla položena speciální děrovaná lžička, na niž se pokládala kostka cukru. Původní pijáci absintu si vždy nápoj připravovali sami; příprava nápoje číšníkem by byla urážkou. Tento tradiční způsob konzumace se společně s replikami absintového příslušenství pozvolna vrací.
Ředění absintu vodou by mělo být v poměru 3:1 až 6:1. Doporučení se liší v závislosti na konzumované značce a voltáži obsahující alkohol.
Na české půdě se po revoluci objevil nový způsob úpravy absintu před konzumací, který se stal úspěšným marketingovým tahem. Na lžičku se položí kostka cukru, jež se namočí do sklenice s absintem. V důsledku vysokého podílu alkoholu je možno kostku s absintem zapálit a vznikající karamel nechat odkapávat do sklenice. Ihned po dohoření se lžička s karamelem ponoří do absintu, celá směs se rozmíchá a následně podává ke konzumaci. Procedura je opticky velmi efektní a získává si množství turistů a absintových nováčků. Tento rituál je vhodný spíše pro bohémský absint.
V Rusku je rozšířeným zvykem podávat absint silně vychlazený (namražený) a zapíjet ho sklenicí vodky.